# Sina Stöckmann
Sina Stöckmann (* 5. Januar 2002 in Dresden) ist eine deutsche Volleyball- und Beachvolleyballspielerin. Die Außenangreiferin ist für die Saison 2022/23 vom Dresdner SC an den VC Neuwied 77 ausgeliehen.

## Karriere

### Hallen-Volleyball
Stöckmann begann im Alter von 8 Jahren beim Ballsportverein von Langebrück mit dem Volleyballspielen. Sie spielte sich in die Bezirks- und Landesauswahl, wodurch sie von den Scouts des Dresdner SC entdeckt wurde. 2016 wechselte sie in die DSC-Nachwuchsförderung zum VC Olympia Dresden. Mit dem U16-Team wurde sie 2017 deutsche Meisterin, mit dem U18-Team gelang dieser Erfolg in den Jahren 2018 und 2019 sowie ebenfalls 2019 mit dem U20-Team. Unter Trainer Andreas Renneberg wurde sie kontinuierlich für den Profivolleyball aufgebaut. 2021 unterzeichnete sie einen Zwei-Jahres-Vertrag für das Bundesliga-Team des deutschen Meisters Dresdner SC. Zur Saison 2022/23 wechselte sie auf Leihbasis zum VC Neuwied 77, um dort Bundesligaspielpraxis sammeln zu können.

### Beachvolleyball
Seit 2016 tritt Stöckmann für den Dresdner SC auch im Beachvolleyball an. 2016 spielte sie mit Aliza Baumgart und Lena Gretzschel, mit Baumgart wurde sie 21. bei den deutschen U18-Meisterschaften in Dresden, mit Gretzschel 19. bei den U17-Meisterschaften in Magdeburg. Ihren größten Erfolg erreichte sie 2017 gemeinsam mit Lina-Marie Lieb, als sie Thüringer U17-Meisterin wurde. Das Duo erreichte ebenso Platz 7 bei den deutschen U17-Meisterschaften in Magdeburg und wurde 17. beim U17-Bundespokal in Damp. 2018 wurde sie bei diesem Turnier zusammen mit Sarah Straube Neunte. Die deutsche U19-Meisterschaft 2019 bestritt sie erneut mit Lieb, es reichte zu Platz 11. 2021 trat sie mit Marie Hänle bei den deutschen U20-Meisterschaften in Bochum an und erreichte den neunten Platz.